# Nusku
Nusku (sumeriska: dnuska) är ljusets och eldens gud i mesopotamisk mytologi.
Han tjänade i det högre prästerskapet under guden Enlil. Ibland beskrivs han som Enlils son, eller som son till Enul och Ninul, vilka är förfäder till Enlil. I den babyloniska staden Harran var hans far Sin (sumeriska: Nanna), månguden. Han beskrivs också som far till Gibil (akkadiska: Gerra)
Nusku förknippas med eld och ljus och skyddade mot ondska. Han åberopas som beskyddare under natten då han beskyddar sovande människor, ger dem goda drömmar och förhindrar mardrömmar. I semitiska texter beskrivs Nusku som kung av natten som lyser upp mörkret och driver bort dess demoner. Han är synlig vid nymånen och kallas därför dess son. Den sista dagen på månaden är helig för honom då han är en mångud. Som eld figurerar han ofta i besvärjelser och ritualer. I vissa besvärjelser åkallades Nuskus krafter för att bränna trollkarlar.
Nuskus symbol var oljelampan och på babyloniska gränsstenar identifieras han av en lampa. Lampan förekommer i konsten från den kassitiska dynastin fram till det nyassyriska rikets tid.
Register över matoffer under gammalbabylonisk tid tyder på att Nusku hade ett tempel eller kapell i staden Nippur. Vid Harran dyrkades han tillsammans med sin far Sin och i Syrien varade Nuskus kult in i de första århundradena e.Kr.